# Tadeusz Kuta
Tadeusz Kuta (ur. 8 lutego 1935 w Bydgoszczy, zm. 28 lutego 1983 w Gdańsku) – dziennikarz, pisarz, publicysta specjalizujący się w tematyce zbrodni hitlerowskich i współczesnych stosunków polsko-niemieckich.

## Życiorys
Urodził się Bydgoszczy, w rodzinie Władysława, technologa, i Anieli z domu Wierzgacz. W rodzinnym mieście ukończył w 1947 Szkołę Powszechną im. Konarskiego, następnie w 1950 Państwowe Gimnazjum Handlowe, gdzie uzyskał maturę. W 1956 ukończył Szkołę Główną Planowania i Statystyki w Warszawie. Członek Związku Młodzieży Polskiej (1953–1956), od 1964 członek PZPR. W latach 1956–1957 był redaktorem i kierownikiem działu ekonomicznego „Ilustrowanego Kuriera Polskiego”, w latach 1958–1968 był zatrudniony w Rozgłośni Polskiego Radia w Bydgoszczy. Pracował także w bydgoskim oddziale Głównej Komisji Badania Zbrodni Hitlerowskich w Polsce. Od 1968 roku związany z Gdańskiem. Początkowo pracował jako kierownik redakcji literatury społeczno-politycznej i popularno-naukowej w Wydawnictwie Morskim, później jako zastępca redaktora naczelnego „Głosu Wybrzeża” (1968–1973), redaktor naczelny „Tygodnika Morskiego” (1973–1974), współtwórca i redaktor naczelny tygodnika „Czas” (1975–1976), redaktor naczelny „Głosu Wybrzeża” (23 marca 1976 – 13 grudnia 1981). Doradca i bliski współpracownik Tadeusza Fiszbacha. W sierpniu 1982 objął kierownictwo redakcji literackiej w Rozgłośni Polskiego Radia w Gdańsku.
Był mężem Danuty.
Zmarł w Gdańsku, pochowany na cmentarzu Srebrzysko (rejon V, kwatera TAR III-1-74).

## Wybrane publikacje
- Imiona zbrodni, Gdynia: Wydawnictwo Morskie, 1965.
- Ziemia bydgoska w cieniu swastyki, Bydgoszcz: Związek Bojowników o Wolność i Demokrację, 1966.
- Anatomia kłamstwa, Gdynia: Wydawnictwo Morskie, 1968.
- Lekcja niemieckiego, Gdańsk: Wydawnictwo Morskie, 1970.
- Uznanie, Gdańsk: Wydawnictwo Morskie, 1973.

## Ordery i odznaczenia
- Krzyż Kawalerski Orderu Odrodzenia Polski (1972)
- Odznaka honorowa „Zasłużonym Ziemi Gdańskiej”
- Medal Pamiątkowy 30-lecia Akademii Medycznej w Gdańsku (1978)
- Medal Gdańska (1979)[5]
- Odznaka „Za zasługi położone dla rozwoju dziennikarstwa polskiego i SDP” (1979)[5]

Źródło:.

## Nagrody i wyróżnienia
- Nagroda tygodnika „Polityka” za Imiona zbrodni – najlepszą książkę w dziedzinie najnowszej historii Polski (1966)[3]
- Nagroda Rady Ochrony Pamięci Walki i Męczeństwa i Stowarzyszenia Dziennikarzy Polskich – za publicystykę na temat zbrodni hitlerowskich w Ziemia bydgoska w cieniu swastyki (1967)
- Nagroda Polskiego Klubu Publicystów Międzynarodowych za Anatomię kłamstwa (1969)
- Nagroda Wojewody Gdańskiego w dziedzinie kultury i nauki za całokształt twórczości publicystycznej (1974)[6][7]